# 桜ケ丘 (弘前市)
- 桜ヶ丘

桜ケ丘（さくらがおか）は、青森県弘前市の地名。郵便番号は036-8241。

## 地理
町の西側を土淵川が流れる。南西から北にかけて大原、北東から南にかけて小沢に囲まれるように接する。県営住宅が数多く建つ住宅街で、桜ヶ丘団地とも呼ばれる。市営住宅桜ケ丘団地もあるが、一部の住所は大原になる。

## 歴史

### 地名の由来
地内の北側と東側に植えられた桜にちなむ。

### 沿革
- 1975年（昭和50年）～現在 - 小沢の一部から分離。桜ケ丘一丁目～五丁目になる。

## 世帯数と人口
2017年（平成29年）6月1日現在の世帯数と人口は以下の通りである。
| 丁目         | 世帯数    | 人口    |
| ------------ | --------- | ------- |
| 桜ケ丘一丁目 | 130世帯   | 279人   |
| 桜ケ丘二丁目 | 313世帯   | 660人   |
| 桜ケ丘三丁目 | 227世帯   | 517人   |
| 桜ケ丘四丁目 | 312世帯   | 636人   |
| 桜ケ丘五丁目 | 242世帯   | 463人   |
| 計           | 1,224世帯 | 2,555人 |

## 交通

### バス
- 弘南バス - 弘南バス桜ヶ丘案内所が置かれる。また、桜ヶ丘五丁目・桜ヶ丘南口・桜ヶ丘団地前・所県営住宅前・桜ヶ丘営業所（ミニバス城南経由 - 桜ヶ丘線、他）の各停留所が置かれる。

## 施設

### 教育
- 桜ヶ丘保育園 - 清原の柴田幼稚園に分室がある。

### 医療
- 訪問看護ステーション桜ヶ丘
- 菖蒲川整体院

### 福祉
- 桜ヶ丘団地シルバーハウス

### 商業
- 赤帽石川運送
- 青森機工サービス
- 桜ヶ丘温泉
- 中央塗工社
- 弘前ハイム

### 公共
- 桜ケ丘中央集会所
- 土淵川桜ケ丘緑地

## 小・中学校の学区
市立小・中学校に通う場合、学区は以下の通りとなる。
| 町丁         | 番・番地 | 小学校             | 中学校             |
| ------------ | -------- | ------------------ | ------------------ |
| 桜ケ丘一丁目 | 全域     | 弘前市立小沢小学校 | 弘前市立第四中学校 |
| 桜ケ丘二丁目 | 全域     | 弘前市立小沢小学校 | 弘前市立第四中学校 |
| 桜ケ丘三丁目 | 全域     | 弘前市立小沢小学校 | 弘前市立第四中学校 |
| 桜ケ丘四丁目 | 全域     | 弘前市立小沢小学校 | 弘前市立第四中学校 |
| 桜ケ丘五丁目 | 全域     | 弘前市立小沢小学校 | 弘前市立第四中学校 |